# Jürgen Seidel

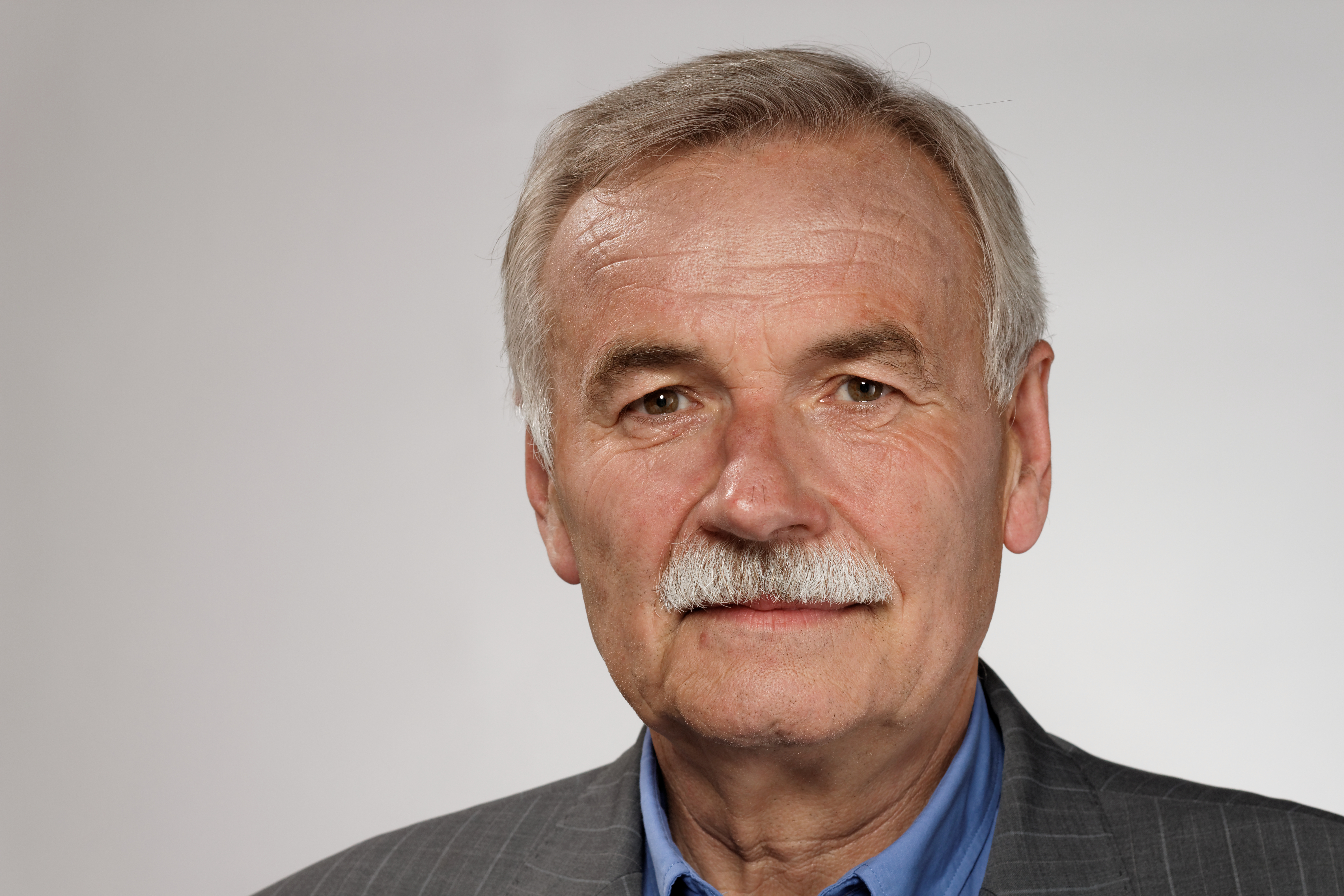
Jürgen Seidel (2013)

Jürgen Seidel (* 7. Mai 1948 in Waren (Müritz)) ist ein deutscher Politiker (CDU). Er war Abgeordneter im Landtag von Mecklenburg-Vorpommern und war von 2006 bis 2011 Stellvertreter des Ministerpräsidenten und Minister für Wirtschaft, Arbeit und Tourismus des Landes Mecklenburg-Vorpommern.

## Schulische Ausbildung und Studium
Nach seinem Abitur studierte Seidel an der Technischen Universität Dresden. Sein Studium absolvierte er mit dem Abschluss Diplom-Ingenieur für Werkstoffkunde.

## Politische Laufbahn
Von 1971 bis 1974 war Seidel im VEB Metallgußwerk Waren tätig, von 1974 bis 1984 beim Rat des Kreises Waren als Ratsmitglied für Umweltschutz, Wasserwirtschaft und Erholungswesen. Von 1984 bis 1990 war er Geschäftsführer im Zweckverband Erholungswesen Waren. Im Jahr 1971 trat Seidel in die CDU der DDR ein, die 1990 in die CDU überging.
Seidel wurde 1990 in die erste frei gewählte und zugleich letzte Volkskammer der DDR gewählt. In den Jahren zwischen 1994 und 1996 war er Landesminister Mecklenburg-Vorpommerns für Bau und Umwelt, von 1996 bis 1998 Landesminister für Wirtschaft.
Von 2001 bis 2006 war Seidel Landrat des Landkreises Müritz.
Von 2005 bis 2009 war Seidel Landesvorsitzender der CDU Mecklenburg-Vorpommern. Er war Nachfolger von Eckhardt Rehberg. Für die Landtagswahl 2006 in Mecklenburg-Vorpommern war Seidel CDU-Spitzenkandidat für das Amt des Ministerpräsidenten; die CDU Mecklenburg-Vorpommerns bestimmte ihn auf ihrem Landesparteitag im März 2006 mit 99,2 % zu ihrem Spitzenkandidaten. Er gilt als enger Vertrauter von Bundeskanzlerin Angela Merkel. Seidel war außerdem bis 2007 ehrenamtlicher Vorsitzender des Tourismusverbandes Mecklenburg-Vorpommern.
Bei der Landtagswahl am 17. September 2006 musste die SPD zwar einen Stimmenanteilsrückgang von 10,4 Prozentpunkten hinnehmen, blieb mit 30,2 % der Stimmen aber stärkste Partei, da es der CDU unter Seidels Spitzenkandidatur nicht gelang, Stimmen hinzuzugewinnen: Vielmehr sackte sie von 31,1 % auf 28,8 % der Stimmen ab und landete damit erstmals in der Landesgeschichte unter der 30-Prozent-Marke. Rot-Rot erzielte 36 der 71 Mandate und somit eine hauchdünne absolute Mehrheit. Am 7. Oktober 2006 einigten sich Union und SPD auf eine gemeinsame Koalition unter Harald Ringstorff. Nach dessen Wiederwahl als Ministerpräsident am 7. November 2006 wurde Seidel zum Stellvertreter Ringstorffs sowie zum Minister für Wirtschaft, Arbeit und Tourismus berufen.
Bei der Landtagswahl 2011 wurde Jürgen Seidel für den Wahlkreis Demmin I in den Landtag gewählt, dem neuen  Kabinett von Erwin Sellering gehört er aber nicht mehr an. Bis 2018 war er Präsident des Tourismusverbandes Mecklenburg-Vorpommern.

## Familie
Jürgen Seidel ist verheiratet und hat vier Kinder.

## Kabinette
- Kabinett Seite II
- Kabinett Ringstorff III
- Kabinett Sellering I